# 11174 Carandrews
11174 Carandrews eller 1998 FR67 är en asteroid i huvudbältet som upptäcktes den 20 mars 1998 av LINEAR i Socorro County, New Mexico. Den är uppkallad efter Carolyn Marie Andrews.
Asteroiden har en diameter på ungefär 3 kilometer.